# Rekonq
Rekonq, i marknadsföring skrivet rekonq, är ett KDE-webbläsare baserad på Webkit. Dess kod är baserad på Nokia Qtdemobrowser. Rekonq har flikar och kan dela bokmärken med webbläsaren Konqueror.